# Leone di Al-lāt
Il Leone di Al-lāt (arabo اللات) è un'antica statua, ora pesantemente danneggiata, raffigurante un leone che tiene fra le zampe, nell'atto di proteggerlo, un orice accovacciata, che ornava il tempio della dea pre-islamica Al-lāt (Allat) a Palmira (Siria).

## Descrizione
Realizzata in conci di calcare scolpiti durante il I secolo, 
la colossale statua (3,5 m in altezza e 15 tonnellate di peso) raffigurava un leone, animale sacro alla dea Al-lāt, con le fauci spalancate mentre tiene fra le zampe un orice (o una gazzella), simbolo di innocenza. La statua era un monito a non generare spargimenti di sangue: infatti, il feroce leone protegge l'innocuo animale, mentre sulla zampa sinistra si legge un'iscrizione in palmireno, parzialmente danneggiata, che così recita: Tbrk '[lt] (Al-Lāt benedirà) mn dy l'yšd (chi non spargerà) dm'l ḥgb' (sangue nel santuario).

## Storia
Un gruppo di archeologi polacchi, diretti dal dottor Michał Gawlikowski, rinvennero la statua nel 1977 nei pressi dell'antica città di Palmira. Ritrovato in pezzi, si decise di ricomporlo nei giardini di fronte all'ingresso del Museo archeologico di Palmira e il compito fu affidato al restauratore Józef Gazy.
Nel 2005 la statua fu oggetto di un nuovo restauro per eliminare i problemi di assemblaggio.

### Danneggiamento
Nel corso della guerra civile siriana, dopo aver preso d'assedio Palmira, miliziani jihadisti dello Stato Islamico hanno demolito la statua..
Dopo la riconquista di Palmira da parte dell'esercito siriano, il direttore generale per i siti archeologici del governo siriano, Maamoun Abdulkarim, ha manifestato ottimismo, dichiarando che «[...] riguardo alla statua del Leone di Al-lāt, i suoi pezzi rotti possono essere rimessi insieme: non abbiamo perso questa statua grandiosa».